# Rio Carhaga
O Rio Carhaga é um rio da Romênia, afluente do Olt, localizado no distrito de Covasna.